# Pont Charles (Nuremberg)
Pour l’article homonyme, voir Pont Charles.

Le pont Charles de Nuremberg (en allemand, Karlsbrücke) est le nom donné à deux ponts qui enjambent la rivière Pegnitz dans la vieille ville de Nuremberg : 

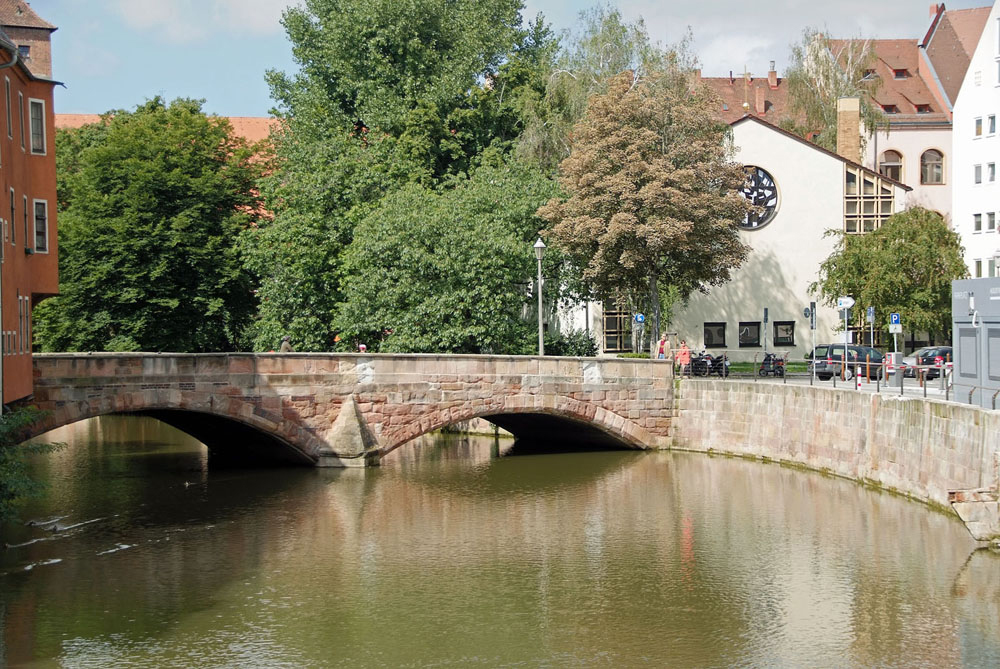
Pont Charles inférieur

- la partie nord du Karlsbrücke (pont Charles inférieur), qui relie l'île du marché aux puces à la vieille ville de Sebald au nord du Pegnitz.

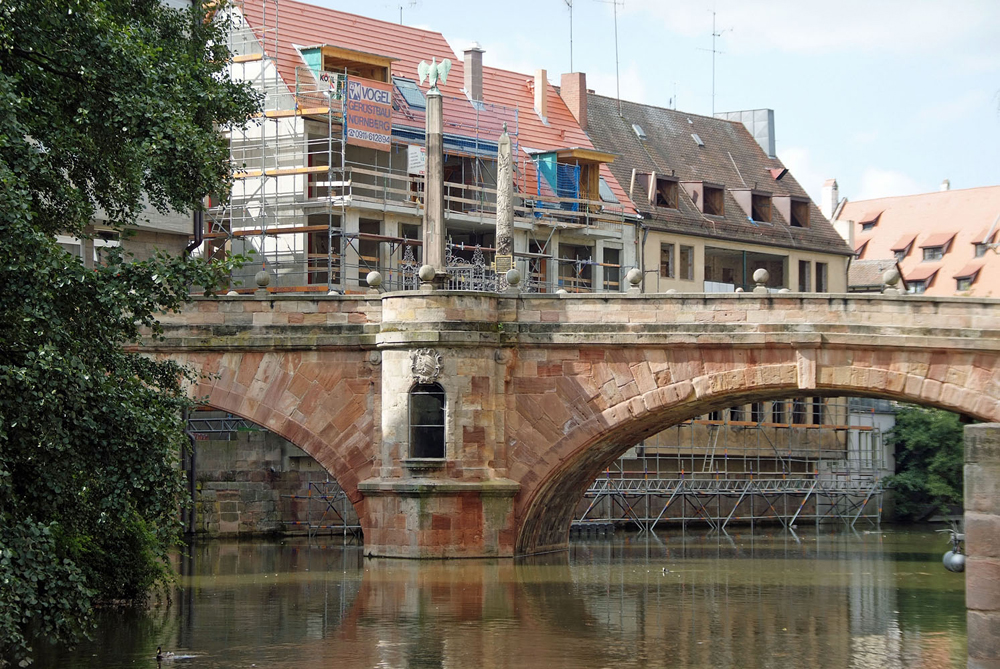
Pont Charles supérieur

- la partie sud du Karlsbrücke (Pont Charles supérieur), qui relie l'île aux puces de l'autre côté avec la vieille ville de Lorenz au sud du Pegnitz.

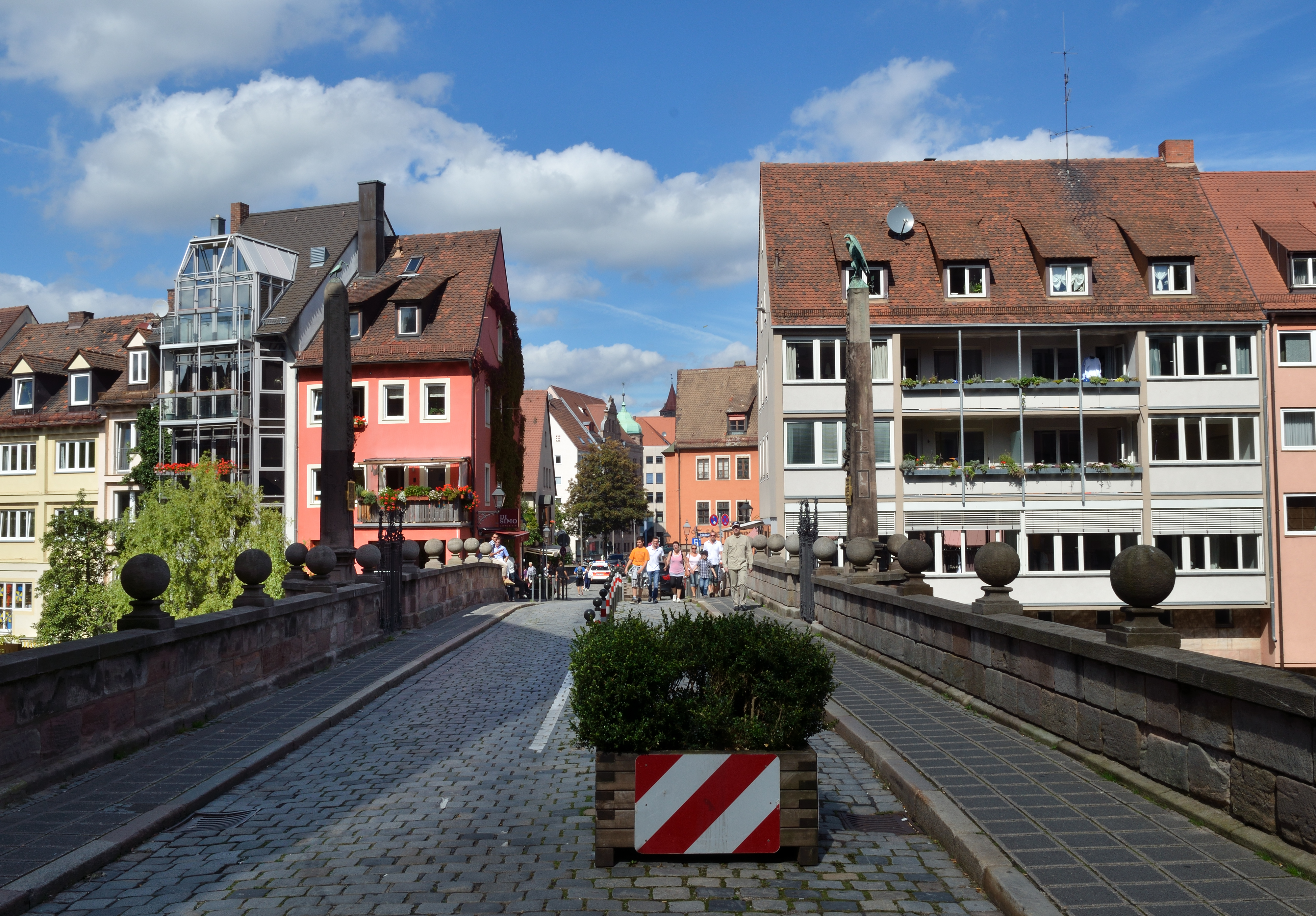
Vue sur le pont Charles

## Pont inférieur
Le pont de grès a été construit en 1486 et a été en grande partie conservé dans son état d'origine. Il s'appelait autrefois Säubrücke (sur l'île du marché aux puces, il y avait un marché où les porcs étaient échangés au Moyen Âge), Derrersbrücke (d'après la famille patricienne Derrer von Unterbürg), Holzbrücke et Bitterholzbrücke.    

## Pont supérieur

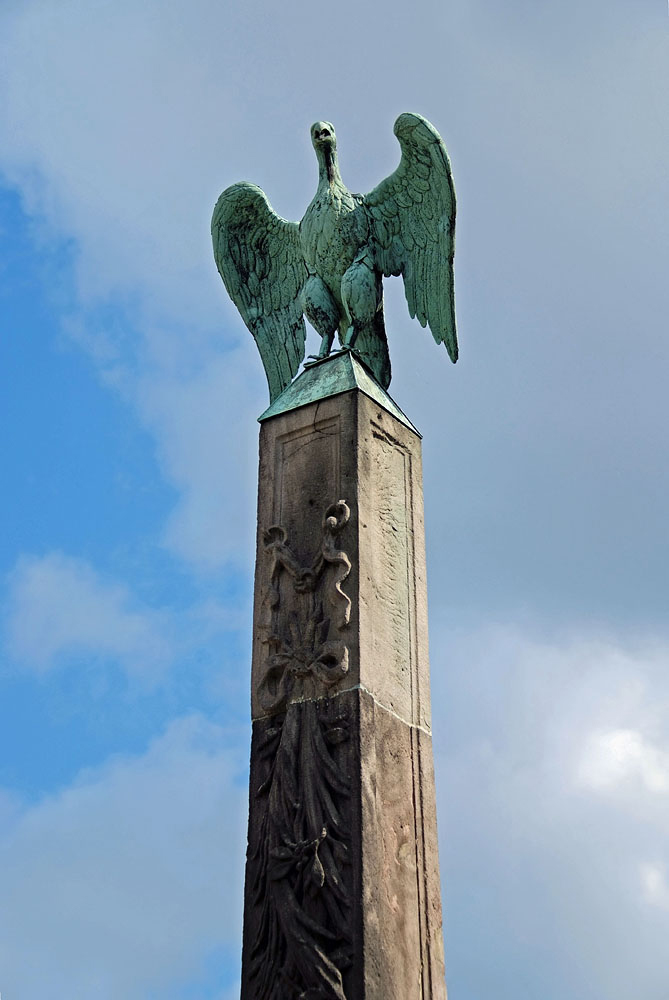
Obélisque avec un aigle de la guerre sur le pont Charles supérieur à Nuremberg

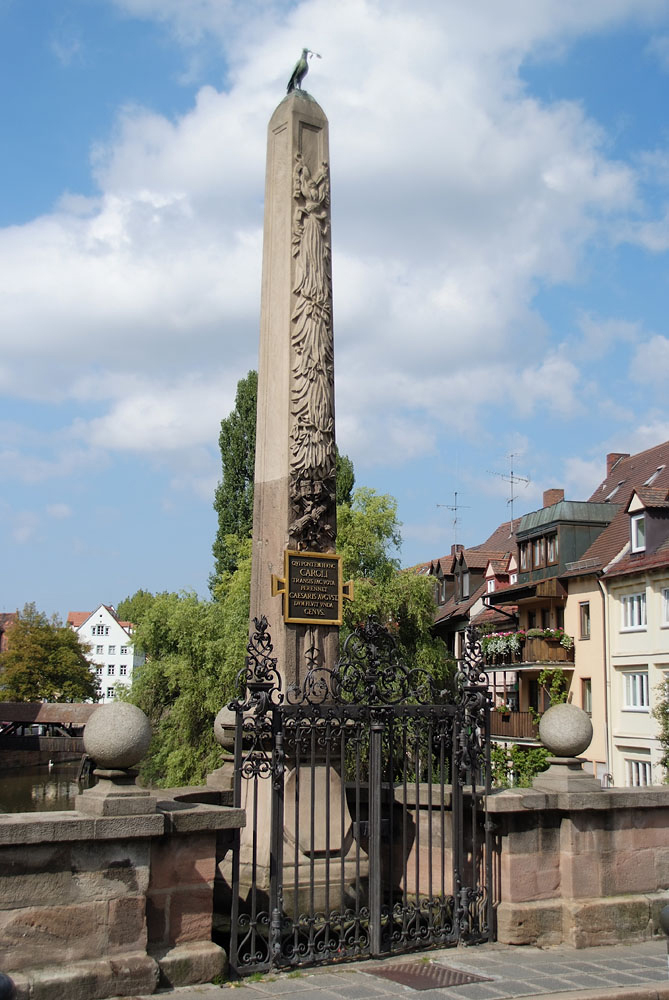
Obélisque avec colombe de la paix sur le pont Charles supérieur à Nuremberg

Il y avait à l'origine une passerelle en bois entre la vieille ville de Lorenz et le marché aux puces, qui a été détruite en 1451. L'année suivante, le long pont, un pont couvert en bois suspendu à des piliers de pierre, fut construit pour le remplacer. Cette construction lui a donné le surnom de Pont suspendu. 
En 1603 et 1604, une nouvelle structure a été construite à la place du pont suspendu. Basé sur le modèle d'un pont sur la Brenta près de Bassano del Grappa (Ponte di Bassano) construit par l'architecte italien Andrea Palladio, le constructeur Wolf Jacob Stromer a fait construire un pont en bois de 40 mètres de long et 7,5 mètres de large. Des deux côtés du bâtiment, 20 stands d'épicerie étaient loués à des marchands. En raison de l'encombrement alphabétique des stalles, le pont a été nommé ABC-Brücke. 
En 1728, le pont ABC délabré a été remplacé par le pont en arc en grès qui existe encore aujourd'hui. Il a été nommé en l'honneur de l'empereur Charles VI de l'époque ou sa femme Elisabeth, le bâtiment s'appelant à l'origine Kaiserbrücke ou Elisabethbrücke. En son centre on trouve deux obélisques, l'un surmonté d'un aigle guerrier et l'autre d'une colombe symbole de paix.  